# Gościęcin
Gościęcin est un village de Pologne situé dans la commune (gmina) de Pawłowiczki, dans la voïvodie d'Opole.
Nommé Kostenthal en allemand, il était situé en Allemagne avant 1945.

## Histoire
De 1743 à 1945, Kostenthal fait partie de l'arrondissement de Cosel dans le district d'Oppeln au sein de la province de Silésie.

## Personnalités
Józef Szafranek (1807-1874), député de l'assemblée nationale prussienne, est né à Gościęcin.